# Tauras
Tauras is een Litouws biermerk. Het bier wordt gebrouwen door de Kalnapilio - Tauro grupė in Panevėžys. 

## Varianten
- Tradicinis, blond bier met een alcoholpercentage van 6%
- Pilsneris, blond bier, type pils, met een alcoholpercentage van 4,6%
- Stiprusis, blond bier met een alcoholpercentage van 7,5%
- Ruginis, donkerblond roggebier met een alcoholpercentage van 5,5%, gebrouwen met Hallertau Tradition hop.
- Ekstra, blond bier met een alcoholpercentage van 5%
- Taurusis, goudblond bier met een alcoholpercentage van 5%, gebrouwen met Hallertauer Taurus hop.
- Gira, donker ongefilterd alcoholarm bier met een alcoholpercentage van 0%

## Prijzen
- Litouws product van het jaar 2001 – gouden medaille voor Tauras Taurusis